# Панклімакс
Панклімакс  (від пан… і клімакс) — поєднання двох або більше споріднених клімаксів, схожих між собою за мікрокліматом, життєвими формами, видами-едифікаторами і домінантами, що належать до одних і тих же родів, а також за загальним походженням від третинного або більш давнього клімаксу. Термін запропонував Ф. Клементс (1928).
Наведемо визначення Клементсом панклімакса: «панклімакс включає в себе два або більше споріднених клімаксів або формацій з однаковими загальними кліматичними умовами, однаковими життєвими формами і загальними родами домінантів». У цьому розширеному значенні поняття «клімакс» збігається з поняттям деяких авторів про «зональну рослинність» більш-менш рівнинних територій, що займає плакор в сенсі Г. М. Висоцького.
Таким чином, панклімаксом тайгової області (зони) Євразії будуть хвойні ліси, що складаються з видів родів Picea, Abies, Pinus, Larix; панклімаксом степової області (зони) — типчаково-ковилові степи і т. д. Можна розрізняти і панклімакси окремих підзон.

#### Ресурси Інтернету
- Розенберг Г. С. О структуре учения о биосфере
- Дедю И. И. Экологический энциклопедический словарь. — Кишинев, 1989
- Словарь ботанических терминов / Под общ. ред. И. А. Дудки. — Киев, Наук. Думка, 1984
- Англо-русский биологический словарь (online версия)
- Англо-русский научный словарь (online версия)